# .tw
.tw – domena internetowa przypisana do Tajwanu (Republiki Chińskiej).